# DREAM TACTIX
『DREAM TACTIX』（ドリーム・タクティクス）は、日本の音楽ユニットTWO-MIXの5枚目のオリジナルアルバムで、1998年9月23日に発売された。

## 概要
収録曲のほとんどが、先行シングルとリミックス楽曲で構成されており、完全なる新曲は「WINTER LOVE EXPRESS」1曲のみとなっている。メンバーの永野椎菜は『やり残したことを全部片づけたい』というのが一番にあったという。また、アルバム製作時は時間に余裕があったといい「新曲を作るのは簡単だけど、それをしてからでないと次に進めない気がする。だから、新曲がいくつも入ったアルバムにはならなかったと思う」と語っている。
本作をもって、キングレコード / KMWから発売された最後のアルバムとなった。

## 批評
『CDジャーナル』は、「サビ始まりの、勢いあふれるデジタル・ポップスを得意とするTWO-MIXだが、本作では、生音楽器などの積極的な導入や、バラードへのチャレンジなど、より音楽的な幅を広げたアプローチが成されている。既発の曲の大胆に変貌を遂げたリミックスも面白い。」と批評した。

## 収録曲
| 全作詞: 永野椎菜、全作曲: 高山みなみ、全編曲: TWO-MIX。 |                                   |                     |                       |      |
| #                                                       | タイトル                          | 作詞                | 作曲・編曲            | 時間 |
| 1.                                                      | 「WINTER LOVE EXPRESS」           | 永野椎菜 [ 注釈 1 ] | 高山みなみ [ 注釈 1 ] | 6:45 |
| 2.                                                      | 「BEAT OF DESTINY」               | 永野椎菜 [ 注釈 1 ] | 高山みなみ [ 注釈 1 ] | 6:13 |
| 3.                                                      | 「TIME DISTORTION EX」            | 永野椎菜 [ 注釈 1 ] | 高山みなみ [ 注釈 1 ] | 4:32 |
| 4.                                                      | 「LAST IMPRESSION」               | 永野椎菜 [ 注釈 1 ] | 高山みなみ [ 注釈 1 ] | 7:36 |
| 5.                                                      | 「TIME DISTORTION DX」            | 永野椎菜 [ 注釈 1 ] | 高山みなみ [ 注釈 1 ] | 5:00 |
| 6.                                                      | 「THOUSAND NIGHTS '98 SELECTION」 | 永野椎菜 [ 注釈 1 ] | 高山みなみ [ 注釈 1 ] | 5:12 |
| 7.                                                      | 「MILKY ROAD」                    | 永野椎菜 [ 注釈 1 ] | 高山みなみ [ 注釈 1 ] | 5:12 |
| 8.                                                      | 「CALLIN' YOU '98 SELECTION」     | 永野椎菜 [ 注釈 1 ] | 高山みなみ [ 注釈 1 ] | 4:38 |
| 9.                                                      | 「I LOVE YOU '98 SELECTION」      | 永野椎菜 [ 注釈 1 ] | 高山みなみ [ 注釈 1 ] | 5:26 |
| 10.                                                     | 「WHITE REFLECTION PURE」         | 永野椎菜 [ 注釈 1 ] | 高山みなみ [ 注釈 1 ] | 5:46 |
| 合計時間:                                               | 合計時間:                         | 56:20               |                       |      |

## 曲解説
1. WINTER LOVE EXPRESS
  - 2022年に発売のトリビュート・アルバム『TWO-MIX Tribute Album "Crysta-Rhythm"』にて、南里侑香 with TSUKEMENがカバー[4]。
2. BEAT OF DESTINY
  - 先行シングルのアルバムバージョン（ノンクレジット）。
  - テレビ朝日系『ウッチャンナンチャンの炎のチャレンジャー これができたら100万円!!』エンディングテーマ。
  - タケダスポーツ CMソング。
3. TIME DISTORTION EX
  - 10thシングル。打ち込みを強調したリミックスバージョン。
  - TBS系「王様のブランチ」エンディングテーマ。
4. LAST IMPRESSION
  - 先行シングル。
  - 劇場版『新機動戦記ガンダムW Endless Waltz 特別編』主題歌。
5. TIME DISTORTION DX
  - 10thシングル。エレキギターを強調したリミックスバージョン。
  - TBS系「王様のブランチ」エンディングテーマ。
6. THOUSAND NIGHTS '98 SELECTION
  - 1stアルバム『BPM 132』に収録されている楽曲のリミックス。
7. MILKY ROAD
  - 「TIME DISTORTION」のc/w曲。
8. CALLIN' YOU '98 SELECTION
  - 1stアルバム『BPM 132』に収録されている楽曲のリミックスで、ドラマ『せつない〜TOKYO HEART BREAK〜』に起用されるにあたって、新たに制作された[2]。
  - テレビ朝日『せつない〜TOKYO HEART BREAK〜』イメージソング
9. I LOVE YOU '98 SELECTION
  - 1stアルバム『BPM 132』に収録されている楽曲のリミックス。
10. WHITE REFLECTION PURE

## リリース履歴
| No. | 日付          | レーベル             | 規格 | 規格品番 | 最高順位 | 備考                 |
| --- | ------------- | -------------------- | ---- | -------- | -------- | -------------------- |
| 1   | 1998年9月23日 | キングレコード / KMW | CD   | KICS-692 | 6位      | スリーブケース仕様。 |